# ジョルジェ・カルロス・フォンセカ
- ジョルジ・カルルシュ・フォンセカ

ジョルジェ・カルロス・デ・アルメイダ・フォンセカ（ポルトガル語: Jorge Carlos de Almeida Fonseca、ポルトガル語発音: [ˈʒɔɾʒɨ ˈkaɾluʒ dɨ alˈmejdɐ fõˈsekɐ]、1950年10月20日 - ）は、カーボベルデの政治家。2011年から同国の大統領職を2期10年務めた。1991年から1993年まで外務大臣を務めたのち、2011年の大統領選挙に民主運動から出馬して当選した。

## 経歴
1950年10月20日にミンデロで生まれ、ミンデロとプライアで初等・中等教育を受けたのち本国に留学し、リスボン大学で法学の修士号を得た。帰国後は官僚となり、1975年から1977年までは移民局の事務局長、1977年から1979年までは外務省の事務局長を務めた。その後は1982年から1990年までリスボン大学の教員を務めた。カーボベルデが民主化して複数政党制が導入されると帰国し、民主運動が1991年に政権を取ると民主運動政権の外務大臣となった。2001年の大統領選挙にも出馬したものの、予備選挙で敗れた。2011年には再び民主運動から大統領選挙に出馬し、第1次投票で38％の支持を得た。決選投票ではカーボベルデ独立アフリカ党のマヌエル・イノセンシオ・ソウザとの一騎討ちとなり、勝利した。2011年9月9日、カーボベルデ共和国第4代大統領として就任した。2期10年務め、2021年11月9日に退任。